# 七福屋
株式会社七福屋（しちふくや）は、海苔製品を専門に製造している海苔メーカー。本社は大阪市北区に所在。昭和10年に海苔の原料問屋として創業した海苔製品を製造販売する老舗の会社である。
道南地方産の真昆布に瀬戸内海産のむきエビ、そして国産のかつお節をもとにして取った出汁に、有機丸大豆醤油を加えて味をととのえることで生まれるコクと深みのあるオリジナルのタレで味付けした、厳選された有明海産の初摘の海苔には定評があり、2年連続でモンドセレクション金賞を受賞している。

## 沿革
- 1935年2月 - 大阪市北区菅原町に初代・房川清が「房川晴介商店」を創業。乾海苔問屋業を開始[2]。
- 1951年10月 - 現所在地に、加工海苔製造販売を主業務とする「株式会社七福屋」を創立[2]。創業者・房川清が社長に就任。
- 1972年7月 - 創立20周年記念事業として新社屋完成。
- 1985年2月 - 新社長に房川捷一就任。
- 1994年10月 - 製造と販売を各々独立し、営業及び販売を主業務とする「七福屋販売株式会社」を創立。社長に房川雅一就任。
- 1994年11月 - 高品質の商品のみを扱う通信販売を開始。
- 1995年5月 - 北区天神橋に新倉庫完成。
- 2007年11月 - 自社一貫製造の3種類のトッピング海苔、新発売。
- 2009年3月 - 「海外発送サービス」を開始
- 2009年6月 - 自社製品の「伊勢産アオサ」販売開始
- 2010年5月 - 卓上味付のり2品が「2010年モンドセレクション金賞受賞」受賞商品[2]（特撰大判味付のり卓上52枚および特撰大判味付のり卓上80枚）

## 脚註
1. ↑  海苔専門店の七福屋　モンドセレクションで金賞受賞　（産経関西　2012年4月17日15:25配信　2013年5月25日閲覧）
2. 1 2 3  確かな商品づくりに定評　伝統継承ニーズに対応　（大阪日日新聞　（日本海新聞社　2011年5月31日配信　2013年5月25日閲覧））